# Фабрерија (Перуђа)
Фабрерија је насеље у Италији у округу Перуђа, региону Умбрија.
Према процени из 2011. у насељу је живело 49 становника. Насеље се налази на надморској висини од 276 м.